# Quận Morrow, Ohio
Quận Morrow là một quận thuộc tiểu bang Ohio, Hoa Kỳ. Quận lỵ đóng ở Mount Gilead6. 
Dân số theo điều tra năm 2010 của Cục điều tra dân số Hoa Kỳ là 34827 người.

## Địa lý
Theo Cục điều tra dân số Hoa Kỳ, quận này có diện tích 1050 km2, trong đó có 2,8 km2 là diện tích mặt nước.